# Pablo Santos González
Pablo Santos González (* 15. Juni 1984 in Granada) ist ein spanischer Tennisspieler.

## Karriere
Santos González spielte ab 2003 regelmäßig Turniere. In diesem Jahr zog er im Einzel und Doppel jeweils in die Top 1000 der Weltrangliste ein. 2004 konnte er auf der ITF Future Tour, wo er hauptsächlich spielte, die ersten Titel gewinnen – im Einzel zwei und im Doppel einen Titel. Dadurch stieg er auch erstmals in die Top 500 des Einzels ein. Nach einem schwächeren Jahr 2005 mit nur einem Future-Doppeltitel wurde 2006 zum bis dato besten Jahr für den Spanier: In Einzel gewann er fünf und im Doppel sechs Future-Titel. Erste Erfolge auf der höher dotierten ATP Challenger Tour stellten sich ebenfalls ein. Im Einzel zog er überraschend ins Finale von Timișoara und ins Viertelfinale von Kranj ein, wodurch er in der Rangliste bis in die Top 270 aufstieg. Im Doppel erreichte er neben zwei Halbfinals ebenfalls ein Finale in Bratislava und knackte die Top 300.
Wie schon 2005 konnte er zunächst im Folgejahr nicht an die Steigerung anknüpfen – er gewann sechs Future-Titel, davon einen im Einzel und zog im Einzel ins Endspiel von Vigo ein. 2008 wurde das beste Jahr von Santos González Karriere. Mit je drei Future-Titeln zu Anfang der Saison sammelte er genug Punkte, um ohne Qualifikation an Challengers teilnehmen zu können. Hier erreichte er das Einzelfinale von Bytom, das er gegen Laurent Recouderc verlor. Neben mehreren Viertelfinals zog er zweimal ins Halbfinale ein (Brașov und Banja Luka). Im Doppel erreichte er das Finale von Međugorje, Brașov und Sevilla, von denen er letzteres für sich entschied. Im Einzel beendete er das Jahr auf seinem Karrierehoch von Rang 189, im Doppel stieg er bis Rang 174. Mitte 2009 erreichte er den Höhepunkt seines Aufschwungs, als er im Einzel Platz 181 und im Doppel Rang 144 erklomm. Grund dafür waren im Doppel vor allem zwei weiteren Challenger-Titel in Brașov und Bytom. Ein weiteres Finale in Todi verlor er. Im Einzel blieben die Erfolge des Vorjahres aus, er kam bei keinem Challenger über das Viertelfinale hinaus, sodass er aus den Top 300 fiel und wieder bei Futures antreten musste. 2010 änderte sich das nur bedingt. Er konnte zwar wieder in die Top 300 aufsteigen, aber sich bei Challengers nie tief ins Turnier spielen. Im Doppel zog er noch zweimal ins Halbfinale eines Challengers ein. Mitte 2011 spielte er bei einem Future in Marokko sein letztes Turnier, als er sich in der Weltrangliste noch in den Top 350 hielt.
In seiner Karriere gewann er 13 Einzel- und 20 Doppeltitel auf der Future Tour sowie drei Doppeltitel bei Challengers. Zwischen 2006 und 2010 spielte er für verschiedene Vereine in der 1. und 2. Tennis-Bundesliga.

## Erfolge
| Legende (Anzahl der Siege) |
| Grand Slam                 |
| ATP Finals                 |
| ATP Tour Masters 1000      |
| ATP Tour 500               |
| ATP Tour 250               |
| ATP Challenger Tour (3)    |

### Doppel

#### Turniersiege
| Nr. | Datum              | Turnier | Belag | Partner                | Finalgegner                           | Ergebnis         |
| --- | ------------------ | ------- | ----- | ---------------------- | ------------------------------------- | ---------------- |
| 1.  | 12. September 2008 | Sevilla | Sand  | David Marrero          | Rogério Dutra da Silva Flávio Saretta | 2:6, 6:2, [10:8] |
| 2.  | 21. Juni 2009      | Bytom   | Sand  | Gabriel Trujillo Soler | Jan Hájek Dušan Karol                 | 6:3, 7:63        |
| 3.  | 6. September 2009  | Brașov  | Sand  | Pere Riba              | Simone Vagnozzi Uros Vico             | 6:3, 6:2         |